# Prambanan (Sleman)
Prambanan ist ein Distrikt (Kecamatan) im Regierungsbezirk (Kabupaten) Sleman der Sonderregion Yogyakarta im Süden der Insel Java. Der Kecamatan liegt im Südosten des Kabupatens und zählte Ende 2021 54.250 Einwohner auf 41,35 km² Fläche.

## Geographie
Der Distrikt Prambanan grenzt an folgende Kecamatan:
| Richtung0000 | Name Kec.000 | Kabupaten   | Provinz     |
| Westen       | Turi         | Sleman      | DIY*        |
| Nordwesten   | Kalasan      | Sleman      | DIY         |
| Nordosten    | Prambanan    | Klaten      | Zentraljava |
| Nordosten    | Gantiwarno   | Klaten      | Zentraljava |
| Osten        | Gedangsari   | Gunungkidul | DIY         |
| Südosten     | Patuk        | Gunungkidul | DIY         |
| Südwesten    | Piyungan     | Bantul      | DIY         |
| Westen       | Berbah       | Sleman      | DIY         |

* D.I.Yogyakarta

## Verwaltungsgliederung
Der Kecamatan (auch Kapanewon genannt) gliedert sich in sechs ländliche Dörfer (Desa, auch Kalurahan genannt):
| PUM-Code 1    | Desa           | Fläche (km²) | Bevölkerung zur Volkszählung 2 | Bevölkerung zur Volkszählung 2 | Bevölkerung zur Volkszählung 2 | Bevölkerung zur Volkszählung 2 | Bevölkerung zur Volkszählung 2 | Bevölkerung zur Volkszählung 2 | Padu- kuhan 4 | RW/ RT 5 |
| PUM-Code 1    | Desa           | Fläche (km²) | 002000                         | 002010                         | Männer                         | Frauen                         | 2020                           | Dichte 3                       | Padu- kuhan 4 | RW/ RT 5 |
| ------------- | -------------- | ------------ | ------------------------------ | ------------------------------ | ------------------------------ | ------------------------------ | ------------------------------ | ------------------------------ | ------------- | -------- |
| 34.04.09.2001 | Sumberharjo    | 9,17         | 11.251                         | 12.592                         | 7.223                          | 7.383                          | 14.606                         | 1.592,8                        | 18            | 42/106   |
| 34.04.09.2002 | Wukirharjo     | 4,75         | 2.177                          | 2.402                          | 1.327                          | 1.349                          | 2.676                          | 563,4                          | 6             | 12/26    |
| 34.04.09.2003 | Gayamharjo     | 6,55         | 3.930                          | 3.970                          | 2.171                          | 2.258                          | 4.429                          | 676,2                          | 7             | 17/45    |
| 34.04.09.2004 | Sambirejo      | 8,39         | 4.545                          | 5.097                          | 2.833                          | 2.908                          | 5.741                          | 684,3                          | 8             | 19/45    |
| 34.04.09.2005 | Madurejo       | 7,09         | 9.919                          | 11.669                         | 6.643                          | 6.719                          | 13.362                         | 1.884,6                        | 16            | 40/85    |
| 34.04.09.2006 | Bokoharjo      | 5,4          | 9.493                          | 11.127                         | 6.015                          | 6.284                          | 12.299                         | 2.277,6                        | 13            | 32/76    |
| 34.04.09      | Kec. Prambanan | 41,35        | 41.315                         | 46.857                         | 26.212                         | 26.901                         | 53.113                         | 1.284,5                        | 68            | 162/383  |

* Alternative Schreibweise der Dörfer (BPS): Sumber Harjo, Wukir Harjo, Gayam Harjo, Sambi Rejo, Madu Rejo und Boko Harjo.

## Demographie
Grobeinteilung der Bevölkerung nach Altersgruppen (zum Zensus 2020)
| Altersgruppen | 00Männer | 00Frauen | zusammen |
| ------------- | -------- | -------- | -------- |
| 0 – 14        | 5.912    | 5.740    | 11.652   |
| 15 – 64       | 17.865   | 18.264   | 36.129   |
| 65+           | 2.435    | 2.897    | 5.332    |
| gesamt        | 26.212   | 26.901   | 53.113   |
| anteilig (%)  |          |          |          |
| 0 – 14        | 22,55    | 21,34    | 21,94    |
| 15 – 64       | 68,16    | 67,89    | 68,02    |
| 65+           | 9,29     | 10,77    | 10,04    |

### Bevölkerungsentwicklung
In den Ergebnissen der sieben Volkszählungen seit 1961 ist folgende Entwicklung ersichtlich:
| Einheit/Jahr     | 1961         | 1971         | 1980         | 1990         | 2000         | 2010         | 2020         |
| ---------------- | ------------ | ------------ | ------------ | ------------ | ------------ | ------------ | ------------ |
| Kec. Prambanan   | 29.769       | 33.131       | 37.322       | 39.035       | 41.315       | 46.857       | 53.113       |
| Anteil in %      | 5,76         | 5,63         | 5,51         | 5,00         | 4,58         | 4,29         | 4,72         |
| Kab. Sleman      | 516.653      | 588.313      | 677.323      | 780.334      | 901.377      | 1.093.110    | 1.125.804    |
| Sonderregion DIY | 00 2.231.062 | 00 2.487.177 | 00 2.750.025 | 00 2.912.611 | 00 3.120.478 | 00 3.457.491 | 00 3.66.8719 |

## Sehenswürdigkeiten
Prambanan, die größte hinduistische Tempelanlage Indonesiens (UNESCO-Weltkulturerbe seit 1991)